# Ferdinand Loyen du Puigaudeau

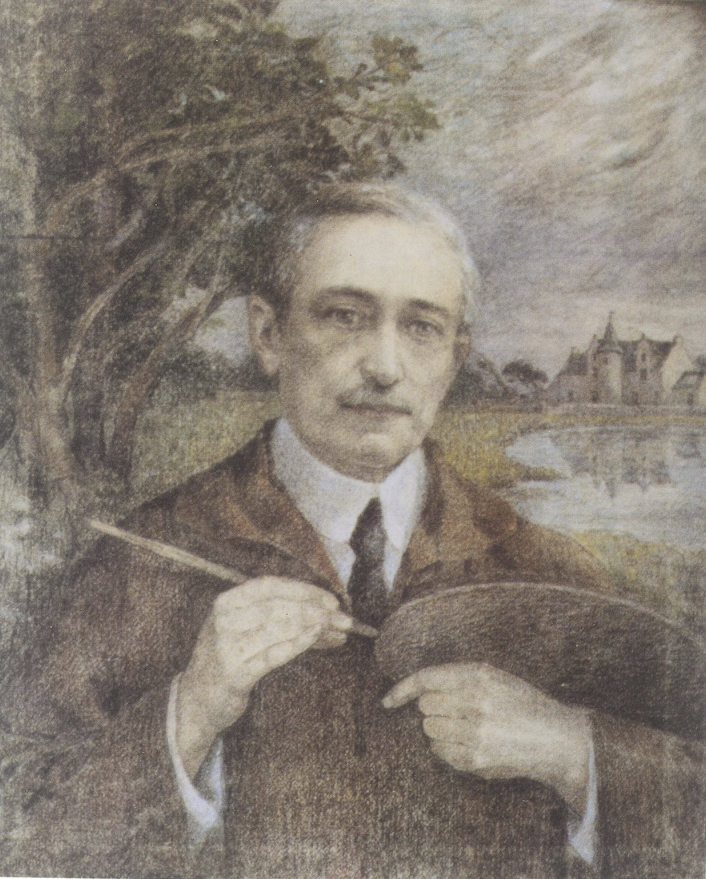
Puigaudeau geportretteerd door zijn echtgenote

Ferdinand Loyen du Puigaudeau (Nantes, 4 april 1864 - Le Croisic, 19 september 1930) was een Frans kunstschilder.

## Levensloop
Puigaudeau werd geboren in een begoede familie van landeigenaars en reders en hij volgde een klassieke opleiding. Hij vervolmaakte zijn schilderkunst tijdens studiereizen naar Italië en Tunesië en tijdens een verblijf in 1886 in Pont-Aven. Daar leerde hij Paul Gauguin, Émile Bernard en Charles Laval kennen. In 1890 werd voor het eerst een werk van hem tentoongesteld in het Salon de la Société nationale des Beaux-Arts.

## Werken
Puigaudeau schilderde eerst klassieke genrestukken maar ging zich onder invloed van het impressionisme toeleggen op het weergeven van licht en schaduw.

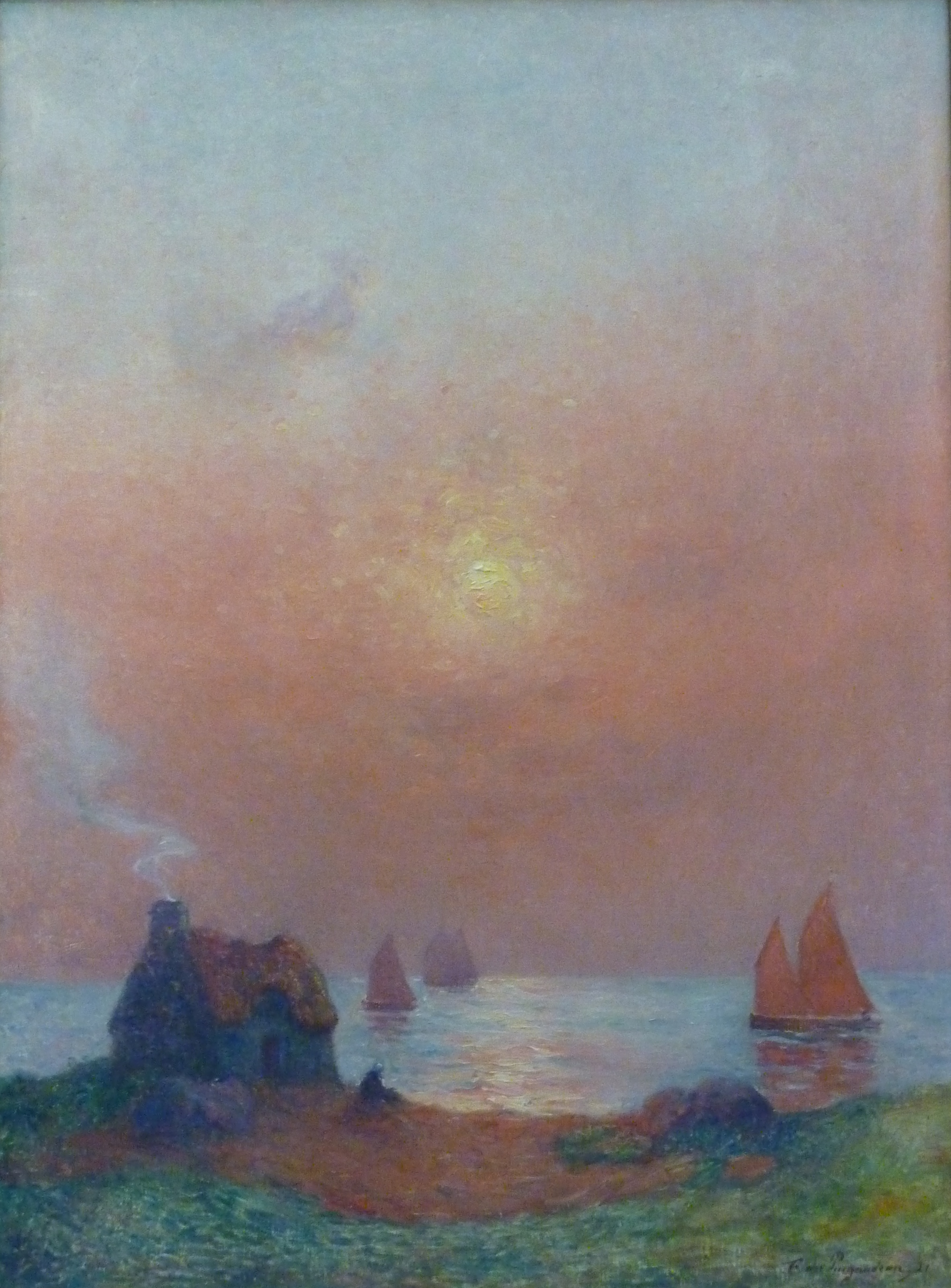
Paysage à La Chaumière
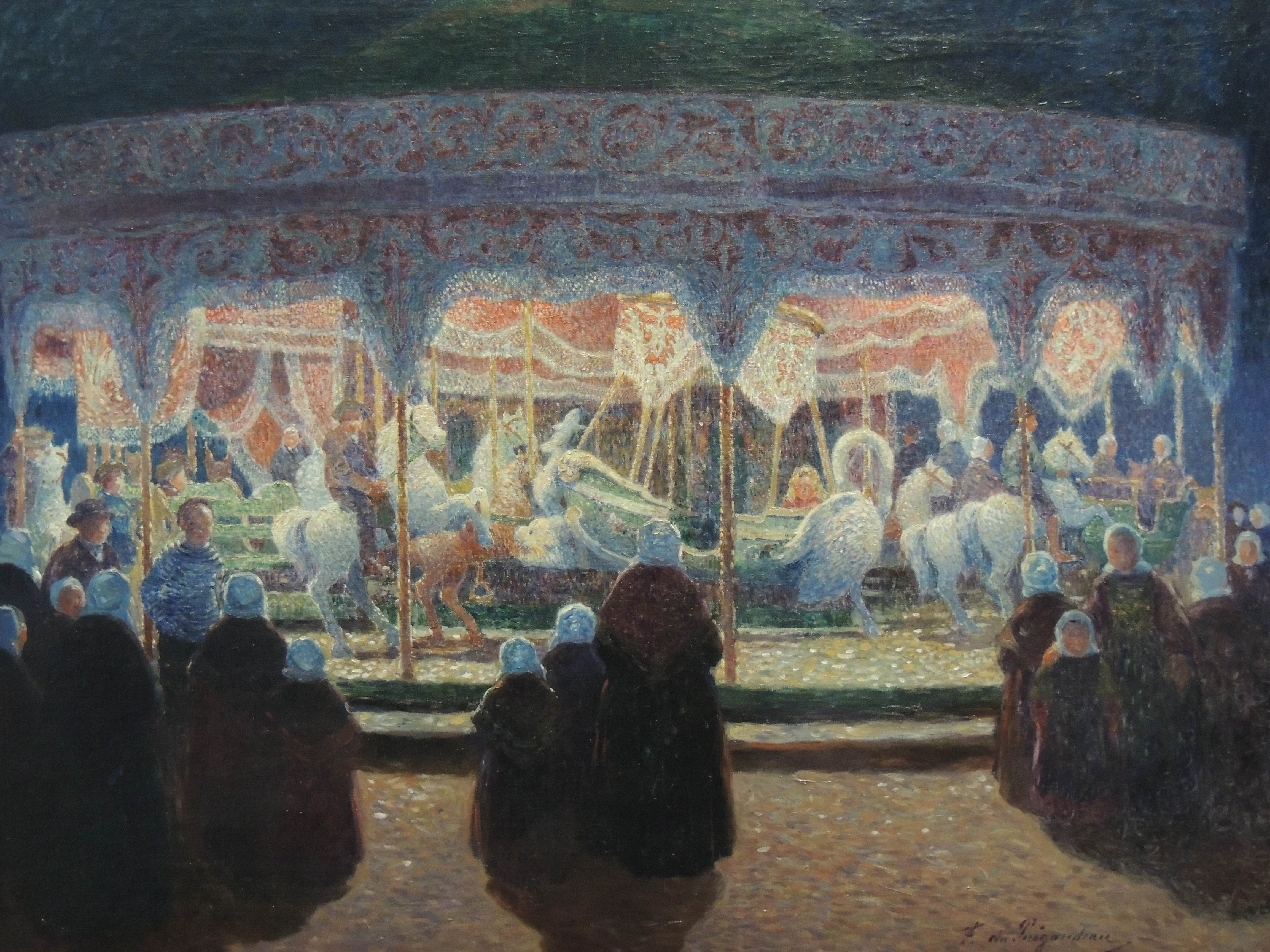
Chevaux de bois
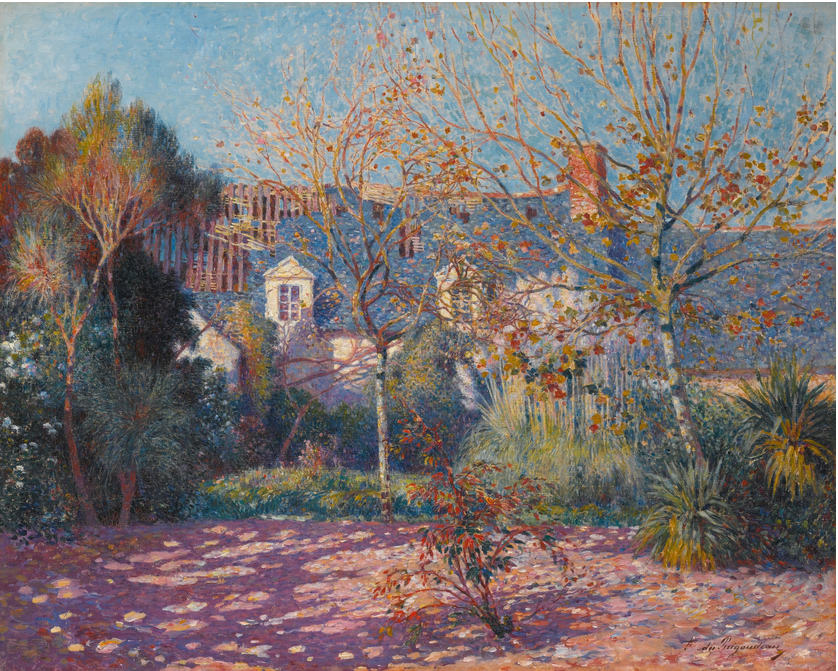
Le jardin de la maison en ruine
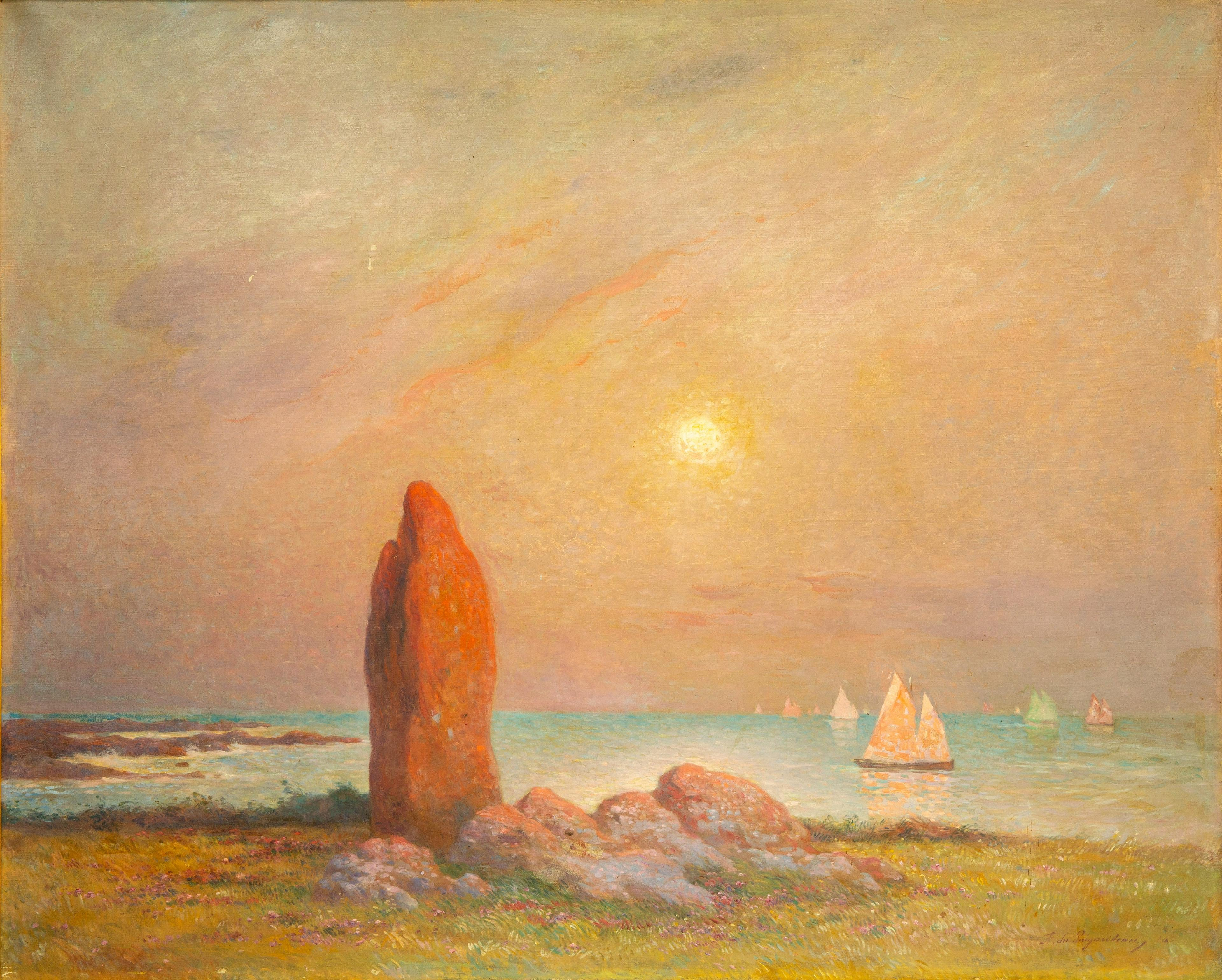
Menhir
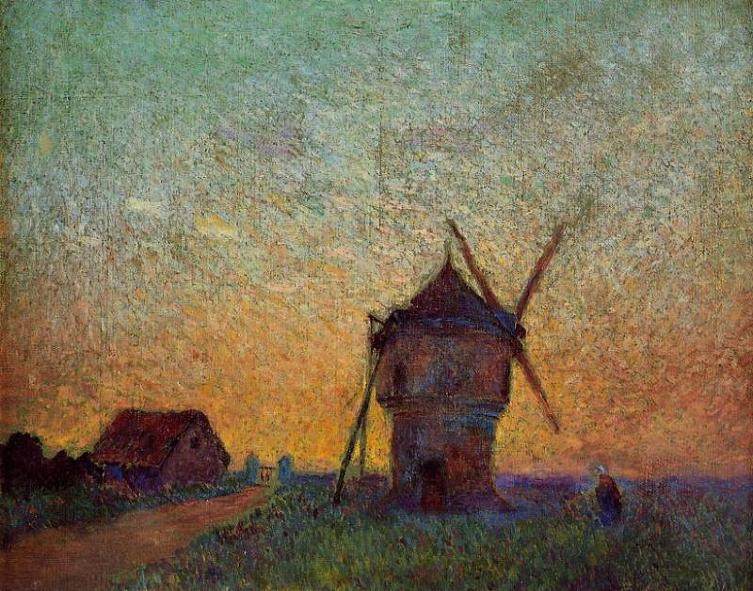
Le moulin
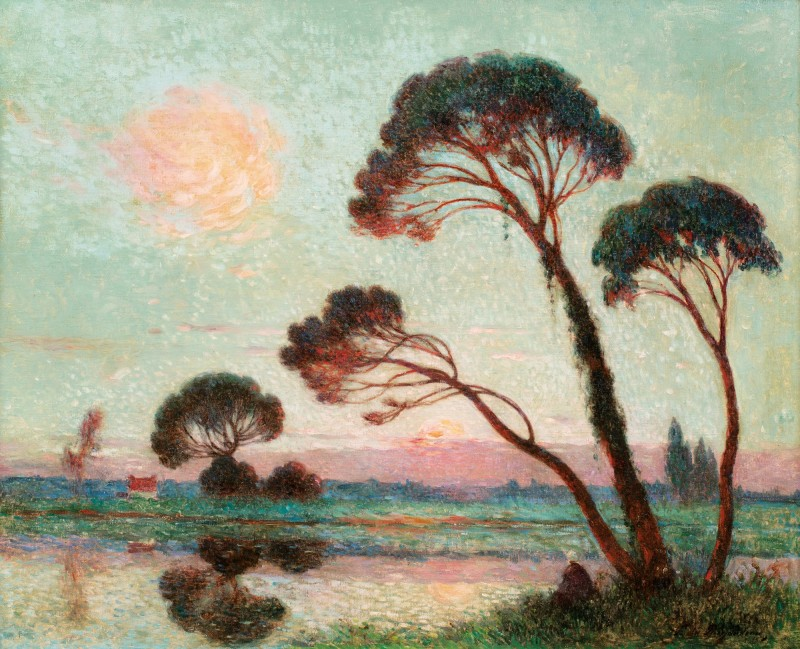
Soleil couchant sur La Brière

- Bibliothèque nationale de France: cb12156347k (data)
- Gemeinsame Normdatei: 119025469
- International Standard Name Identifier: 0000 0000 7987 1706
- Library of Congress Control Number: n94042234
- RKD-Nederlands Instituut voor Kunstgeschiedenis: 65061
- Système universitaire de documentation: 05905607X
- Union List of Artist Names: 500046188
- Virtual International Authority File: 23826978
- WorldCat: E39PBJxrYB3GGR4q3hGR7Vxv73